# Gloppet, Korsnäs
Gloppet är en fjärd i Finland. Den ligger i landskapet Österbotten, i den sydvästra delen av landet, 400 km nordväst om huvudstaden Helsingfors.
Gloppet ligger mellan Halsön i norr och fastlandet i söder. I öster övergår den i Korsungfjärden vid Älghällgrundet och i väster slutar den vid Lillgrynnan där Bottenhavet tar vid. Gloppet är en mycket grund fjärd. Största djupet är 7,7 meter och medeldjupet är ungefär 2,5 meter.